# Valor raonable
El valor raonable és un dels criteris de valoració comptable d'actius i passius, utilitzat a les Normes Internacionals d'Informació Financera. El principi de valor raonable es basa fonamentalment en el preu de mercat, quan aquest existeixi i es contraposa al mètode del cost històric, al qual ha substituït en algunes instàncies.
Les principals objeccions a l'extensió del valor raonable com a criteri comptable generalitzat es basen en la volatilitat que pot generar als mercats financers i també la manca de fiabilitat d'aquesta informació, no basada en transaccions reals.

## Concepte Pla General de Comptabilitat (Estat Espanyol)
El pla general de comptabilitat d'Espanya defineix el valor raonable com l'import pel qual es pot adquirir un actiu o liquidat un passiu entre parts interessades i degudament informades que facin una transacció en condicions d'independència mútua sense deduir despeses de transacció en la possible alienació. No forçat, ni urgent, ni en liquidació involuntària.
En general serà el valor de mercat si aquest és actiu i fiable, s'entén com a mercat actiu aquell en què:
- S'intercanvien béns i serveis homogenis
- En tot moment hi ha compradors i venedors
- Els preus són coneguts, accessibles, reals, actuals i regulars

Si no hi ha un mercat actiu es poden fer servir altres tècniques com ara:
- Transaccions recents
- Valor raonable d'altres actius substancialment iguals
- Descompte de fluxos d'efectiu futurs estimats
- Models per valorar opcions

### Aplicació
Al PGC 2007, el valor raonable s'aplica en els casos següents:
- Permutes comercials
- Instruments financers
- Actius financers mantinguts per negociar
- Altres actius financers a valor raonable amb canvis al compte de pèrdues i guanys (actius financers híbrids)
- Actius financers disponibles per a la venda
- Passius financers mantinguts per negociar
- Altres passius financers a valor raonable amb canvis al compte de pèrdues i guanys
- Passius financers a valor raonable amb canvis en patrimoni net
- Cobertures comptables
- Combinacions de negocis
- Càlcul del deteriorament

## El valor raonable a les normes internacionals de comptabilitat
Les NIC permeten utilitzar el valor raonable a més dels casos abans exposats, en els elements següents:
- Inversions immobiliàries (NIC 40) (Canvis a P i G)
- Immobilitzat material (NIC 16) (Canvis a Patrimoni net)
- Actius biològics (NIC 41) (Canvis a P i G)